# Lương Hòa, Tây Ninh
Lương Hòa là một xã thuộc tỉnh Tây Ninh, Việt Nam.

## Địa lý
Xã Lương Hòa nằm ở phía bắc huyện Bến Lức, có vị trí địa lý:
- Phía đông giáp xã Tân Bửu
- Phía tây giáp xã Thạnh Hòa
- Phía nam giáp xã An Thạnh và xã Bình Đức
- Phía bắc giáp xã Lương Bình, huyện Đức Hòa, Thành phố Hồ Chí Minh.

Xã Lương Hòa có diện tích 40,14 km², dân số năm 2022 là 12.455 người, mật độ dân số đạt 310 người/km².

## Hành chính
Xã Lương Hòa được chia thành 6 ấp: 6A, 6B, 7, 8, 9, 10.

## Lịch sử
Ngày 14 tháng 1 năm 1983, Hội đồng Bộ trưởng ban hành Quyết định 05-HĐBT. Theo đó, chia xã Bình Đức thành hai xã Lương Hòa và Lương Bình.
Ngày 31 tháng 8 năm 1992, thành lập xã Tân Hòa trên cơ sở một phần diện tích, dân số của các xã Tân Bửu và Lương Hòa.
Ngày 24 tháng 10 năm 2024, Ủy ban Thường vụ Quốc hội ban hành Nghị quyết số 1244/NQ-UBTVQH15 về việc sắp xếp đơn vị hành chính cấp xã của tỉnh Long An giai đoạn 2023 – 2025 (nghị quyết có hiệu lực từ ngày 1 tháng 12 năm 2024). Theo đó, điều chỉnh 8,18 km² diện tích tự nhiên và quy mô dân số là 303 người của xã Tân Hòa vào xã Lương Hòa.
Xã Lương Hòa có 40,14 km² diện tích tự nhiên và quy mô dân số là 12.455 người.